# Біг на 3000 метрів
Біг на 3000 м — середня дистанція легкої атлетики, у якій спортсмен пробігає 7,5 кіл по 400 м на відкритому стадіоні.
У чоловіків біг на 3000 м ніколи не був олімпійською дистанцією. На чемпіонатах світу з легкої атлетики таких змагань також не було. Іноді вона проводиться на змаганнях європейського рівня, але не так часто, як біг на 5000 метрів і 3000 м з перешкодами. У жінок ця дистанція була частиною олімпійської програми та програми чемпіонатів світу до середини 1990-х років. У 1996 році її виключили з програми Олімпійських ігор в Атланті.

## Світові рекорди
Станом на 20 жовтня 2012 року.

### Чоловіки
|                          | Результат | Спортсмен     | Країна | Місце | Дата           |
| ------------------------ | --------- | ------------- | ------ | ----- | -------------- |
| Рекорд світу             | 7:20,69   | Даніель Комен | Кенія  |       | 1 вересня 1996 |
| Рекорд Африки            | 7:20,69   | Даніель Комен | Кенія  |       | 1 вересня 1996 |
| Рекорд Азії              |           |               |        |       |                |
| Рекорд Європи            |           |               |        |       |                |
| Рекорд Північної Америки |           |               |        |       |                |
| Рекорд Південної Америки |           |               |        |       |                |
| Рекорд Океанії           |           |               |        |       |                |

### Жінки
- 8:06,11 Ван Цзюнься , 13 вересня 1993 року.

## Виноски
1. ↑  IAAF.org (ред.). 3000 metres records (англійською) . Архів оригіналу за 13 липня 2013. Процитовано 20 жовтня 2012.(англ.)